# WHITE ROOM (YOSHII LOVINSONのアルバム)
WHITE ROOM（ホワイト・ルーム）はYOSHII LOVINSON（吉井和哉）が2005年3月9日にリリースした2枚目のアルバムである。

## 解説
THE YELLOW MONKEYの正式な解散宣言後初となるソロアルバム。YOSHII LOVINSONとしての作品はこれが最後となり、以降は本名の吉井和哉として活動する。

## 収録曲
| 全作詞・作曲: YOSHII LOVINSON。 |                               |                 |                 |      |
| #                               | タイトル                      | 作詞            | 作曲・編曲      | 時間 |
| 1.                              | 「PHOENIX」                   | YOSHII LOVINSON | YOSHII LOVINSON | 3:13 |
| 2.                              | 「CALL ME」                   | YOSHII LOVINSON | YOSHII LOVINSON | 4:06 |
| 3.                              | 「欲望」                      | YOSHII LOVINSON | YOSHII LOVINSON | 4:00 |
| 4.                              | 「WANTED AND SHEEP」          | YOSHII LOVINSON | YOSHII LOVINSON | 4:11 |
| 5.                              | 「RAINBOW」                   | YOSHII LOVINSON | YOSHII LOVINSON | 4:43 |
| 6.                              | 「JUST A LITTLE DAY」         | YOSHII LOVINSON | YOSHII LOVINSON | 4:30 |
| 7.                              | 「FINAL COUNTDOWN」           | YOSHII LOVINSON | YOSHII LOVINSON | 4:17 |
| 8.                              | 「NATURALLY」                 | YOSHII LOVINSON | YOSHII LOVINSON | 3:52 |
| 9.                              | 「トブヨウニ」(ALBUM VERSION) | YOSHII LOVINSON | YOSHII LOVINSON | 4:31 |
| 10.                             | 「FOR ME NOW」                | YOSHII LOVINSON | YOSHII LOVINSON | 2:48 |
| 11.                             | 「WHAT TIME」                 | YOSHII LOVINSON | YOSHII LOVINSON | 4:44 |
| 合計時間:                       | 合計時間:                     | 44:55           |                 |      |

### 楽曲について
1. PHOENIX
2. CALL ME
4thシングル。
3. 欲望
4. WANTED AND SHEEP
吉井は「雰囲気・テイク・歌詞・メロディを含めてYOSHII LOVINSONの作品中でベスト3に入る曲」と語っている[1]。
5. RAINBOW
6. JUST A LITTLE DAY
歌詞は亡くなった吉井和哉の親友に向けた曲であり、彼の描いた「花の絵」がブックレットに載っている。
PVが制作され前述の「花の絵」も登場する。
7. FINAL COUNTDOWN
4thシングル「CALL ME」のカップリング曲。年末に日本武道館で行われるライブ、最近のライブでは定番ナンバーとなっている。
8. NATURALLY
9. トブヨウニ (ALBUM VERSION)
3rdシングルのアルバムバージョン。ドラムをジョシュ・フリーズが録り直している。
10. FOR ME NOW
11. WHAT TIME
歌詞にジョン・レノンが登場する。

## 参加ミュージシャン
- YOSHII LOVINSON - ボーカル、リードギター (#1-#5, #8-#11)、バッキングギター (#1-#7, #9-#11)、アコースティック・ギター (#1, #2, #5)、スライドギター (#7)、シェイカー (#7)、Nord Lead (#10)
- 菊地英昭 - リードギター (#2, #6, #7)、バッキングギター (#1-#3, #6-#8, #10, #11)、スライドギター (#6, #7)
- 勘澤典弘 - リードギター (#4)、バッキングギター (#4)、アコースティック・ギター (#4)
- ポール・ブッシュネル - ベース (#1-#6, #10, #11)
- ジョシュ・フリーズ（英語版） - ドラムス (#1-#6, #9-#11)
- ジャスティン・メルダル・ジョンセン（英語版） - ベース (#7, #8)
- ビクター・インドゥリゾー（英語版） - ドラムス (#7, #8)
- デヴィッド・ハンゲイト -  ベース (#9)
- Keita The Newest- プログラミング (#2, #4, #6-#9, #11)